# Rauchkäse
Rauchkäse é um tipo de queijo defumado alemão, conhecido por ser semi-duro e possuir casca marrom defumada. O tipo mais famoso é o "Bruder Basil", cujo nome provém de "Basil Weixler", uma companhia de laticínios ainda em operação hoje em dia.